# 深町勝義
深町 勝義（ふかまち かつよし、1932年11月16日 - 2018年6月1日）は、日本の実業家。ナフコ社長、会長を務めた。

## 経歴
福岡県出身。1951年に下関市立下関商業高等学校を卒業。1970年8月にナフコを創業し、社長に就任し、2010年10月には会長に就任。
2018年6月1日のために死去。85歳没。